# James A. Spudich
James Anthony Spudich (* 7. Januar 1942 in Collinsville, Illinois) ist ein US-amerikanischer Biochemiker an der Stanford University.

## Leben
Spudich erwarb 1963 an der University of Illinois einen Bachelor in Chemie und 1968 an der Stanford University einen Ph.D. in Biochemie. Als Postdoktorand arbeitete er an der Stanford University und der Cambridge University (England). Anschließend erhielt er eine Professur für Biochemie und Biophysik an der University of California, San Francisco (1971 Assistant Professor, 1974 Associate Professor, 1976 ordentlicher Professor). 1977 wechselte er an die Stanford University School of Medicine, wo er Professuren für Strukturbiologie beziehungsweise Entwicklungsbiologie innehatte und aktuell (Stand 2025) emeritierter Professor für kardiovaskuläre Erkrankungen ist.

## Wirken
Spudich hat grundlegende Beiträge zum Verständnis der Motilität von Zellen geleistet. Er hat wichtige neue In-vitro-Methoden entwickelt, um die Beweglichkeit von Actin und Myosin zu messen und um mittels Gene-Targeting gezielt Mutationen der Beweglichkeit zu erzeugen. Als Forschungsobjekte werden einerseits Muskeln von Säugetieren und andererseits der Schleimpilz Dictyostelium discoideum verwendet.
Spudich gehört zu den Herausgebern u. a. der renommierten wissenschaftlichen Zeitschriften Cell und Proceedings of the National Academy of Sciences (PNAS).

## Auszeichnungen (Auswahl)
- 1977 Guggenheim-Stipendium[2]
- 1989 Präsident der American Society for Cell Biology[3]
- 1991 Mitglied der National Academy of Sciences[4]
- 1994 Auswärtiges Wissenschaftliches Mitglied des Max-Planck-Instituts für Biochemie[5]
- 1996 Rosenstiel Award[6]
- 1997 Mitglied der American Academy of Arts and Sciences[7]
- 1998 Keith R. Porter Lecture
- 2001 Fellow der American Association for the Advancement of Science[8]
- 2011 E. B. Wilson Medal[9]
- 2012 Wiley Prize in Biomedical Sciences
- 2012 Albert Lasker Award for Basic Medical Research[10]
- 2013 Massry-Preis